# طاهر ضیائی
طاهر ضیائی (تولد ۱۲۹۶ شمسی تربت حیدریه - مرگ ۱۳۹۱ امریکا) رئیس اتاق بازرگانی، صنایع، معادن و کشاورزی ایران، استاد دانشگاه، وزیر و سناتور دوره پهلوی بود. وی ریاست افتخاری اتاق بازرگانی ایران و آلمان و همچنین ریاست افتخاری اتاق بازرگانی ایران و آمریکا را نیز برعهده داشت.

## زندگی‌نامه و تحصیلات
طاهر ضیایی (فرزند میرزا آقا ضیاء الاطباء) در سال ۱۲۹۶ (ه. ش) در شهر تربت حیدریه به دنیا آمد.پدرش میرزا آقا ضیاءالاطباء بود که در تربت‌حیدریه طبابت می‌کرد و در اواخر دوره قاجار به نمایندگی از این شهرستان به مجلس شورای ملی رفت و خانواده‌اش را به تهران انتقال داد. او چندین دوره بر کرسی نمایندگی تربت حیدریه و کاشمر نشست. 
طاهر ضیائی پس از فارغ‌التحصیلی از کالج آمریکایی تهران در سال ۱۳۱۴ به آلمان رفت. در دانشگاه فنی برلین مهندسی معدن خواند و از دانشگاه وین دکترای زمین‌شناسی گرفت. پس از بازگشت به ایران به تدریس در دانشکده فنی دانشگاه تهران پرداخت.

## مشاغل و مناصب
وی در ابتدا مشغول فعالیت آزاد در حفر چاه‌های کم‌عمق به همراه دامادشان محمدصفی اصفیا شد و در کنار آن نیز به همراه مهرانگیز دولتشاهی و همسر او کارخانه‌ای جهت خشک کردن چوب راه‌اندازی کرد. 
از آنجا که طاهر ضیایی در آلمان با دکتر اسماعیل کوشان آشنایی پیدا کرده بود، در فیلم طوفان زندگی سرمایه‌گذاری کرد و در چند فیلم سینمایی و دوبله فیلم‌ها نیز با اسماعیل کوشان همراهی کرد.

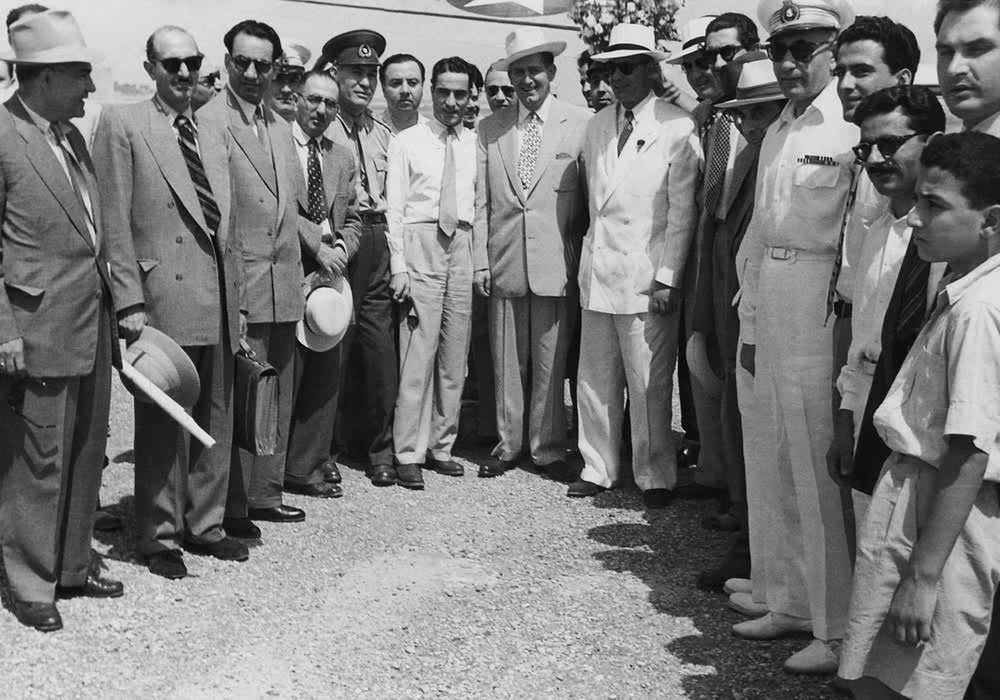
طاهر ضیایی، عضو هیئت خلع ید، ایستاده در وسط

طاهر ضیایی در زمان ملی شدن صنعت نفت ایران، به عضویت هیئت خلع ید درآمد. پس از ملی شدن صنعت نفت ایران، او به تهران بازگشت و به تدریس در دانشگاه پرداخت. 
پس از تأسیس سازمان برنامه مدتی قائم‌مقام این سازمان بود. در سال ۱۳۳۴ در دولت حسین علاء معاون امور معادن وزارت اقتصاد ملی شد و در سمت معاونت معدنی وزارتخانه به فعالیت پرداخت. 
بعد از تغییر وزارت اقتصاد ملی به دو وزارت بازرگانی و وزرات صنایع و معادن، او همچنان در سمت معاونت وزارت صنایع و معادن باقی ماند و در سال ۱۳۳۹ در دولت جعفر شریف امامی وزیر صنایع و معادن شد. هیئت وزیران در جلسه مورخ ۲۲ /۵ /۴۱ بنا بر پیشنهاد نخست‌وزیری تصویب نمودند: «آقای طاهر ضیائی وزیر صنعت، معـدن و تجارت  همچنان در سمت  خود در دانشگاه تهران تکالیف و وظایف آموزشی را انجام دهند. وضع استخدامی مشارالیه همچنان تابع قوانین و مقررات استخدامی دانشگاهیان خواهد بود مجوز قانونی این تصویب‌‌نامه پس از افتتاح مجلس شوراي ملي  و مجلس سنا تحصیل خواهد شد.» 
در دولت اسدالله علم نیز همین سمت را عهده‌دار بود تا اینکه در سال ۱۳۴۲ این وزارتخانه با وزارت بازرگانی ادغام شد و ضیائی از دولت کنار گذاشته شد.
ضیائی سپس مدیرعامل بانک اصناف و سرپرست  سازمان زمین‌شناسی شد تا اینکه در سال ۱۳۴۶ به عضویت مجلس سنا درآمد (دوره پنجم) و تا پایان دوره شاهنشاهی که این مجلس منحل شد، سناتور انتصابی تهران بود. در سال ۱۳۵۰ که  اتاق‌ بازرگانی تهران و  اتاق صنایع، معادن ایران در هم ادغام شدند، به ریاست  اتاق بازرگانی و صنایع و معادنرسید. 
ضیائی از نزدیکان جعفر شریف امامی ‌بود و با حمایت او بود که توانست به وزارت و دیگر مناصب خود دست یابد. هر جا شریف امامی ‌منصبی می‌گرفت، ضیائی معاونش می‌شد. او همچون شریف امامی فراماسون بود و حتی برخی از جلسات فراماسون‌ها در منزل او تشکیل می‌شد. ضیائی در دوران سناتوری، عضو بنیاد پهلوی بود که ریاست آن را شریف امامی ‌به عهده داشت. از جمله اقداماتش در این بنیاد، برداشت ماهیانه سی هزار تومان پول از کازینوهای وابسته به بنیاد و واریز آن به حساب شخصی شریف امامی ‌بود.

## خانواده
طاهر ضیائی با هایده عدل ازدواج کرد که پدرش منصورالسلطنه عدل حقوقدان و از دولتمردان و مقامات قضائی دوران پهلوی و مادرش مهر الملوک هدایت بود. آن دو صاحب دو دختر به نام‌های گیتی و لیلا شدند. گیتی با حسینقلی ذوالفقاری و لیلا با حسینقلی صمصام ازدواج کرد.
دو برادر دیگرش محمود و خلیل نیز از سیاستمداران دوره پهلوی بودند. 
خلیل برادر طاهر ضیائی یکی از چند چشم‌پزشک نامدار ایران بود که در دوره بیستم (سال ۱۳۳۹) به کمک همکارش  منوچهر اقبال به نمایندگی مجلس شورای ملی رسید. برادر دیگرش محمود نیز از سال ۱۳۳۵مجموعاً بیست سال نماینده مشهد بود.